# Kościół św. Michała w Keila
Kościół św. Michała w Keila (est. Keila Mihkli kirik) – kościół ewangelicko-luterański, w mieście Keila, w prowincji Harju, w Estonii. 

## Historia i architektura
Kościół Keila jest największym średniowiecznym kościołem wiejskim w prowincji Harju. Został założony wkrótce po podporządkowaniu obecnych obszarów północnej Estonii duńskiemu królowi. Nie ma informacji o wczesnych latach kościoła, ale około 1280 roku powstała przestronna kwadratowa kaplica na wzgórzu, gdzie dziś znajduje się prezbiterium kościoła. Fragmenty malowideł na ścianach prezbiterium pochodzą prawdopodobnie z tego okresu. 
Główny korpus kościoła powstał w pierwszej połowie XIV wieku. Wpływ zakonu dominikanów sprawił, że główny korpus kościoła był prostym, nie sklepionym budynkiem przypominającym skrzynię. Na północnej ścianie nie było okien. Jedyne wejście znajdowało się na zachodniej ścianie, a obramowanie drzwi jest podobne do tego w katedrze w Tallinie. 
Na fasadzie nad głównym wejściem znajdowała się czworokątna wieża, która częściowo zachowała się do dziś wewnątrz wieży. 
Do 1452 roku kościół w Keila podlegał katedrze w Tallinie, a następnie komturii katedralnej. Zmiana relacji podległości wiązała się z kilkoma większymi przebudowami pod koniec XV i na początku XVI wieku. Prace były prowadzone przez kamieniarza Petera i murarza Mertena z Tallina. 

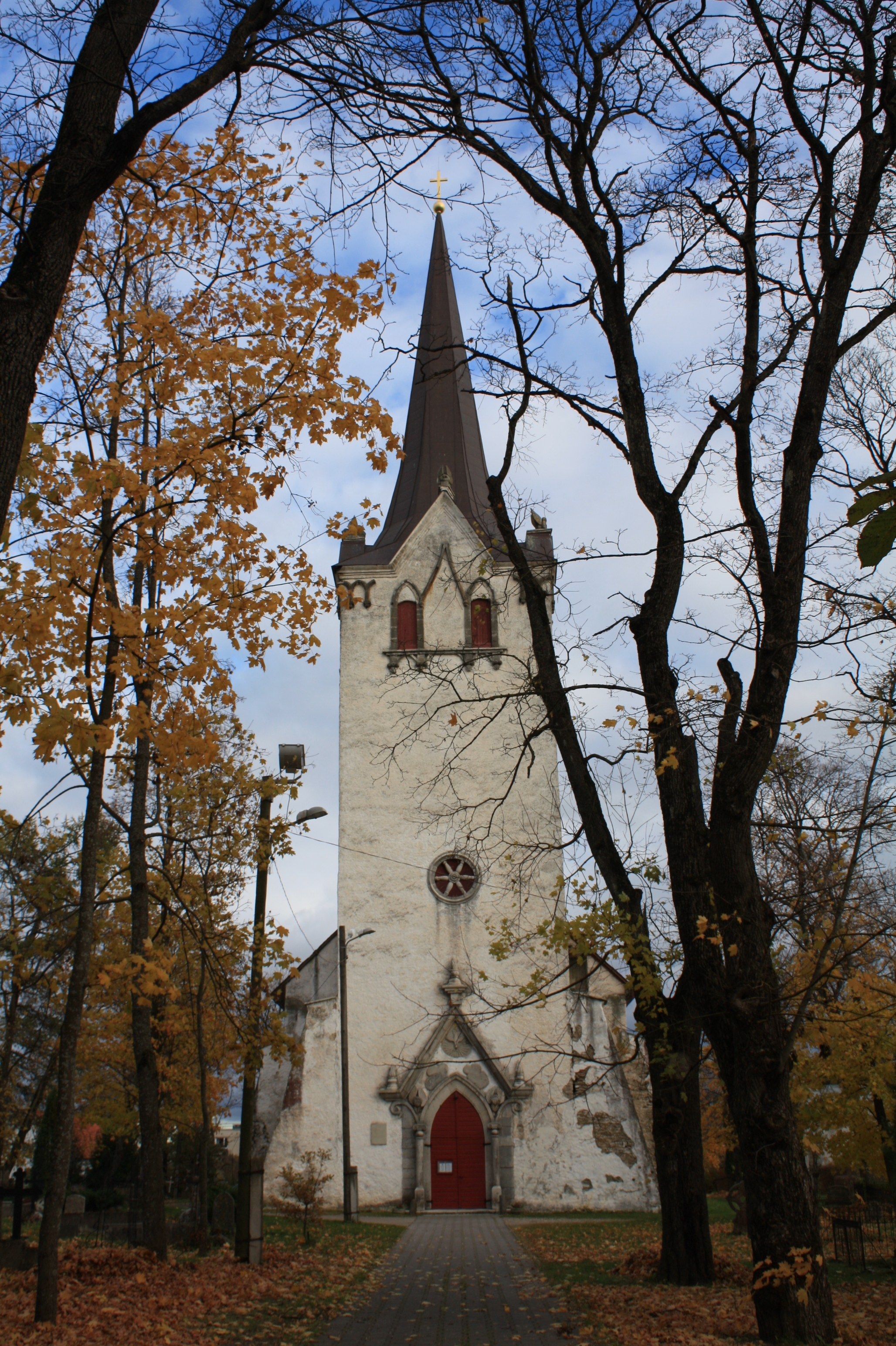
Wieża kościelna

Najpierw zbudowano masywną wieżę zachodnią. Do prezbiterium dobudowano trójboczne zakończenie, ponownie je sklepiono i wykonano kamienny stół ołtarzowy. W 1480 roku powstał portal południowy. W 1489 roku kościół został sklepiony i stał się dwunawowy, co jest raczej rzadkością w estońskich kościołach. Pierwsze wzmianki o organach w kościele w Keili pochodzą z tego okresu. W księdze rachunkowej z lat 1472-1553, która się zachowała, znajduje się adnotacja, że w 1482 roku zapłacono organmistrzowi Oly'emu 44 ½ marki za wykonaną pracę. Księga ta zawiera również informacje o majątku kościelnym, z których wynika, że kościół był w tym czasie bardzo bogaty. W kościele znajdowały się np. cztery ołtarze, na głównym ołtarzu stała figura Matki Boskiej z Dzieciątkiem Jezus, mieli oni na sobie aksamitne szaty i złote korony. Kościół posiadał również małą bibliotekę składającą się z trzech ksiąg liturgicznych. 
Kościół w Keila został zniszczony podczas wojny inflanckiej w 1558 roku, a wnętrze zostało okradzione. Kościół został odrestaurowany w 1596 roku. 
Dzisiejsze wnętrze kościoła pochodzi ze znacznie późniejszego okresu. Wewnątrz znajduje się renesansowy ołtarz, który został wykonany w warsztacie tallińskiego mistrza Tobiasa Heintze. Ołtarz był prezentem z 1632 roku od właścicieli ziemskich z Saku i Sausti – Bernharda von Scharenberg i Anny von Rosen. Ambona również wykonana w warsztacie T. Heintze; podarowana przez von Klugenów – właścicieli folwarku Klooga. 
Na ścianie prezbiterium wisi obraz "Sen Jakuba", który jest pamiątką po pastorze Morianie z XVII wieku i który był używany w nauczaniu katechizmu. Proboszcz Antonius Heidrich napisał również podręcznik do obrazu, ale nigdy nie został wydrukowany. 
W kościele znajduje się kolekcja żyrandoli. Jeden z nich, wiszący przed amboną, posiada napis w języku niemieckim: "Anno 1659. Kiedy Anthonius Heidrich z Tallina był tutaj księdzem, Kohna Iahn musiał podarować ten żyrandol Keili lub kościołowi św. Michała ku czci Boga i pamięci Lambapeh Ivrri, którego przypadkowo zabił". 
W 1839 roku zamówiono nowe organy w warsztacie Walckerów w Ludwigsburgu w Niemczech, które zostały wstawione do kościoła w 1843 roku. Organy te były pierwszymi organami systemu Kegellade poza granicami Niemiec. Organy zostały przebudowane przez Augusta Terkmanna w 1914 roku. Wówczas to organy stały się dwa razy większe i zostały umieszczone od północnego balkonu do zachodniego balkonu. W 1997 roku organy przeszły renowację, którą wsparły lokalne władze, firmy i osoby prywatne. 
Zewnętrzną formę kościół uzyskał nie później niż w 1851 r., kiedy to w południowej ścianie umieszczono pseudogotycką rozetę (autorstwa J. G. Exner z Tallina, odrestaurowaną w 1991 roku), a wieżę ozdobiono motywami łukowymi i symbolami ewangelistów. Wewnętrzne rekonstrukcje zakończyły się w 1939 roku, kiedy to ukończono wciąż działający system ogrzewania powietrznego. 

## Dziedziniec i cmentarz
Na dziedzińcu kościelnym znajdują się chłopskie krzyże pierścieniowe z XVII wieku. Cztery z nich pozostały na swoim pierwotnym miejscu, a dwa są w holu wejściowym kościoła. Krzyże pierścieniowe są świadkami bogatego życia szwedzkich chłopów. Dla porównania: na dziedzińcu nie ma znaków nagrobnych z okresu po wojnie północnej, dopiero z drugiej ćwiertki XIX wieku pochodzą pierwsze monumentalne krzyże chłopskie z kamienia wapiennego. 
Na cmentarzu znajduje się kilka kaplic, które zostały zbudowane po 1772 roku, kiedy to nie wolno było już chować w kościołach. Najbardziej monumentalną z nich jest ta należąca do właściciela ziemskiego z Vääna – von Stackelberga, która została zbudowana na wzór greckiej świątyni. Na cmentarzu pochowano kilka ważnych dla estońskiej kultury osóbː 
- pisarz Otto Reinhold von Holtz (1757-1828), który przetłumaczył prawa chłopskie z 1816 roku na język estoński oraz opublikował kilka podręczników dydaktycznych
- dyrygent i kompozytor Otto Hermann (1878-1933), był kierownikiem muzycznym teatru "Estonia" w latach 1906-08
- Carl Friedrich von Rehbinder, założyciel browaru Saku w 1820 roku[1].